# Sanyo PHC 25
Sanyo PHC 25 (PHC 25) је кућни рачунар, производ фирме Санио (Sanyo) који је почео да се израђује у Јапану током 1983. године.
Користио је Zilog Z80 A као централни микропроцесор а РАМ меморија рачунара PHC 25 је имала капацитет од 16 KB. 

## Детаљни подаци
Детаљнији подаци о рачунару PHC 25 су дати у табели испод.
|                       |                                                                         |
| [ 1 ]                 |                                                                         |
| Произвођач            | Санио                                                                   |
| Тип                   | кућни рачунар                                                           |
| Меморија              | 16                                                                      |
| Поријекло             | Јапан                                                                   |
| Година                | 1983                                                                    |
| Тастатура             | QWERTY, калкулаторски тип, 65 тастера, 4 функцијска тастера, 4 тастера смјера |
| Процесор              |                                                                         |
| Фреквенција процесора | 4                                                                       |
| RAM                   | 16                                                                      |
| ROM                   | 28                                                                      |
| Текст                 | 16 x 16 / 32 x 16                                                       |
| Графика               | 64 x 48 (8 боја) / 192 x 128 (4 боје) / 256 x 192 (4 боје)              |
| Боја                  | 8                                                                       |
| Звук                  | опциони                                                                 |
| Димензије             | непознато                                                               |
| Портови               |                                                                         |
| Оперативни систем     | [[]]                                                                    |